# Nécropole nationale d'Orfeuil
De Nécropole nationale d'Orfeuil is een begraafplaats met 1.342 Franse soldaten in de Frans gemeente Semide in het zuiden van het departement Ardennes in de regio Grand Est.